# Ceratodrilus orphiorhysis
Ceratodrilus orphiorhysis är en ringmaskart som beskrevs av Holt 1960. Ceratodrilus orphiorhysis ingår i släktet Ceratodrilus och familjen Cambarincolidae. Inga underarter finns listade i Catalogue of Life.